# نظرمحرم
نظرمحرم هي بلدة في مقاطعة شهرخان في ولاية أنديجان في أوزبكستان.